# Pierre Charpentier
Pierre Joseph Charpentier (* 26. März 1888 in Paris; † unbekannt) war ein französischer Eishockeyspieler.

## Karriere
Pierre Charpentier nahm für die französische Eishockeynationalmannschaft an den Olympischen Sommerspielen 1920 in Antwerpen sowie den Olympischen Winterspielen 1924 in Chamonix teil. Auf Vereinsebene spielte er für den Club des Patineurs de Paris. Mit diesem gewann er in der Saison 1921/22 den französischen Meistertitel.

## Erfolge und Auszeichnungen
- 1922: Französischer Meister mit dem Club des Patineurs de Paris